# Sete sábios do bosque de bambu
Os Sete Sábios do Bosque de Bambu (também conhecidos como os Sete Dignos do Bosque de Bambu, chinês tradicional: 竹林七賢, chinês simplificado: 竹林七贤, pinyin: Zhúlín Qī Xián) eram um grupo de estudiosos, escritores e músicos chineses do século III. Embora os vários indivíduos tenham existido, sua interconexão não é totalmente certa. Vários dos sete estavam ligados à escola Qingtan do Taoísmo, tal como existia no estado de Cao Wei.

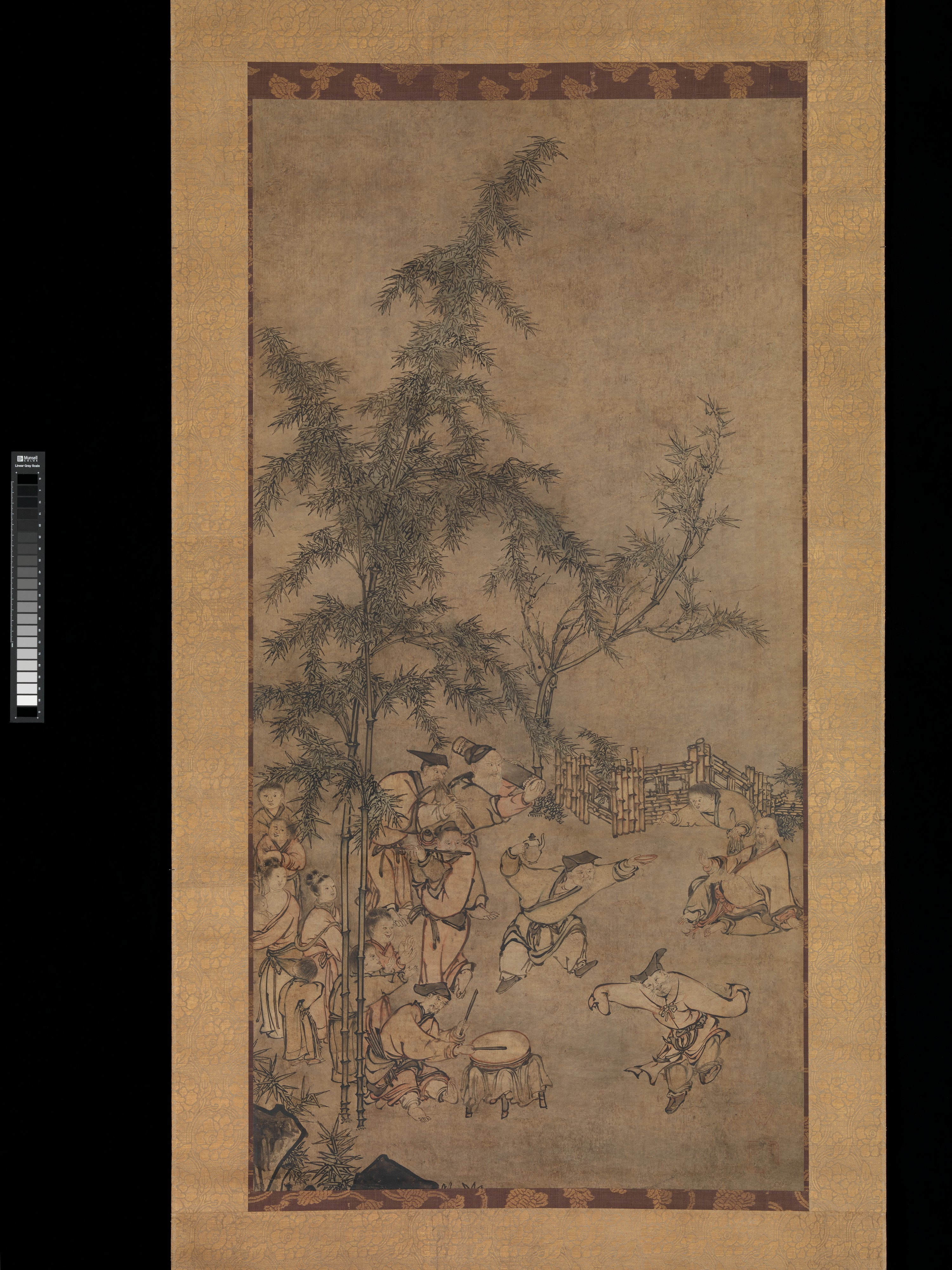
Representação do século XVI por Sesson Shukei

Os Sete Sábios encontraram suas vidas em perigo quando a dinastia Jin declaradamente "confucionista" do clã Sima chegou ao poder. Entre outras coisas, alguns dos sete escreveram poemas criticando a corte e a administração, e escreveram literatura de influência taoísta. Nem todos os sete sábios tinham opiniões semelhantes. Alguns dos sete tentaram negociar seu caminho através das difíceis posições políticas adotando conscientemente os papéis de brincalhões e excêntricos movidos a álcool, evitando o controle do governo (por exemplo, Liu Ling), mas alguns acabaram se juntando à dinastia Jin (por exemplo, Wang Rong). Por mais que eles possam ou não ter se envolvido pessoalmente em "conversas ou debates espirituosos" (qingtan), eles mesmos se tornaram os sujeitos disso em Uma Nova Conta dos Contos do Mundo (chinês tradicional: 世說新語, pinyin: Shìshuō Xīnyǔ).

## Os sete sábios
Os Sete Sábios são Ji Kang (também conhecido como Xi Kang), Liu Ling , Ruan Ji , Ruan Xian , Xiang Xiu , Wang Rong e Shan Tao. Ji Kang era especialmente próximo de Ruan Ji; seu relacionamento foi descrito como "mais forte que metal e perfumado como orquídeas". A esposa de Shan Tao ficou impressionada com a destreza de Ruan Ji e Ji Kang quando ela os espiou durante a relação sexual.
Como é tradicionalmente descrito, o grupo desejava escapar das intrigas, corrupção e atmosfera sufocante da vida da corte durante o período politicamente tenso dos Três Reinos da história chinesa. Eles se reuniram em um bambuzal perto da casa de Ji Kang em Shanyang (agora na província de Henan ), onde desfrutaram e elogiaram em suas obras a vida simples e rústica. Isso foi contrastado com a política da corte. Os Sete Sábios enfatizaram o gozo de bebidas alcoólicas, a liberdade pessoal em pó de comida fria, a espontaneidade e a celebração da natureza.
Seria a recusa de Ji Kang em trabalhar para o novo regime que acabaria levando à sua execução. A vida rural do grupo tornou-se um tema comum para a arte, e inspirou outros artistas que desejavam recuar em tempos de convulsões políticas.
Outra pessoa associada aos Sete Sábios é Rong Qiqi (榮啟期), que de fato viveu bem antes. Essa associação é retratada em alguma arte apócrifa do século IV, em uma tumba perto de Nanjing.
Os Sete Sábios, ou o símbolo que eles se tornaram, foram considerados influentes na poesia, música, arte e cultura chinesas em geral.

## Galeria
Os Sete Sábios do Bosque de Bambu inspiraram não apenas gerações de poetas, mas também pintores e outros artistas.

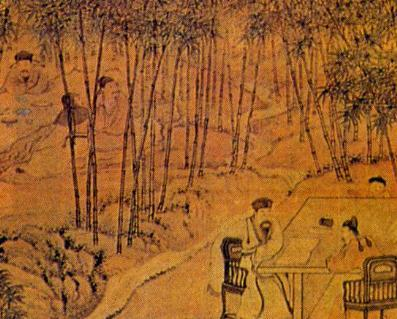
Os sete dignos do bosque de bambu (dinastias Cao Wei-Jin)

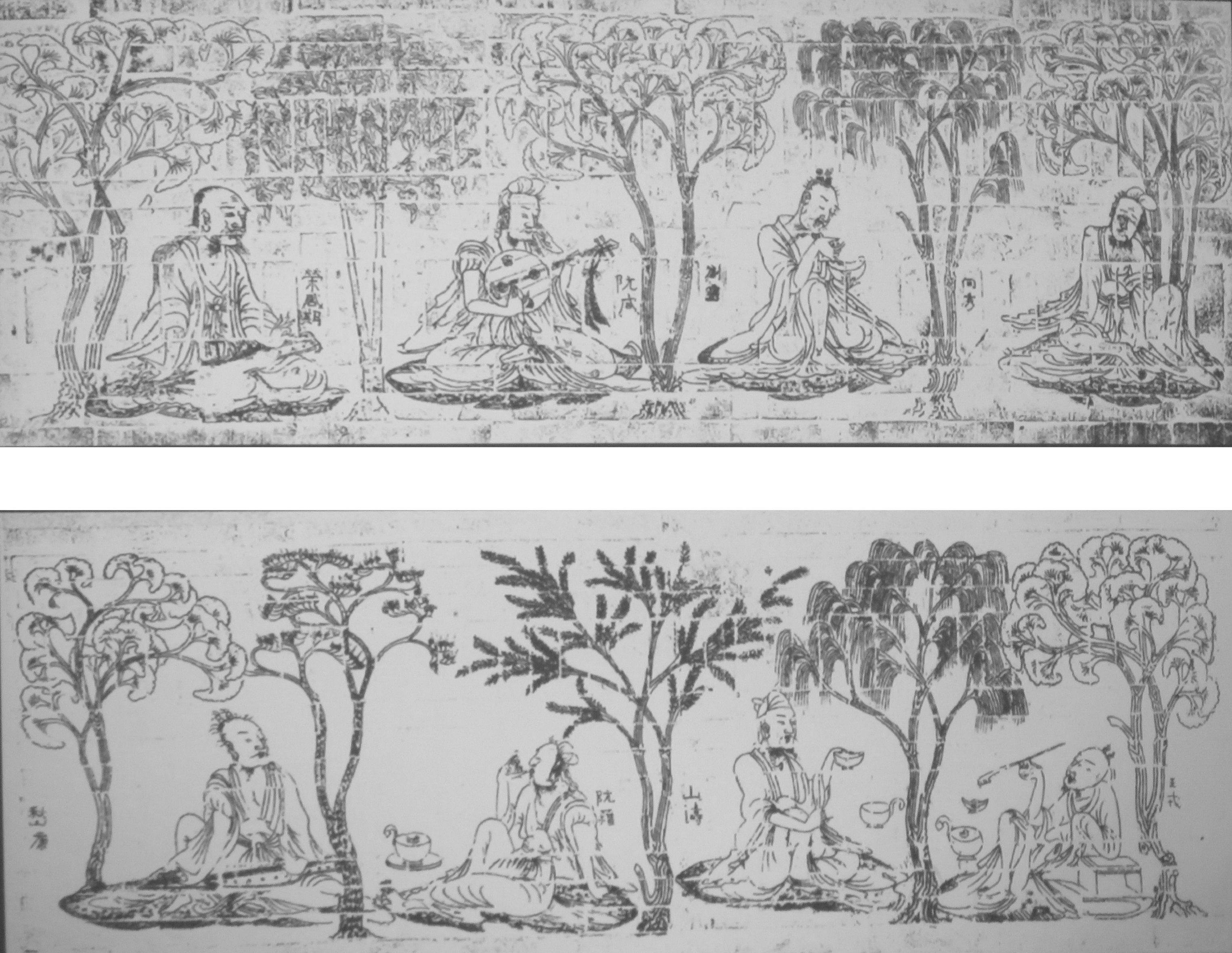
Sete Sábios do Bosque de Bambu (com a adição de um Rong Qiqi anacrônico ou imortal). A partir da fricção de tijolos moldados de túmulos de Jin Oriental

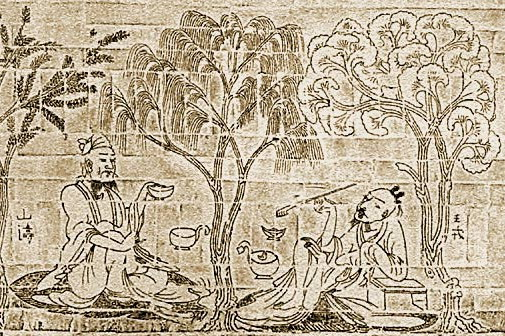
Detalhes do relevo de tijolos moldados "Sete Sábios do Bosque de Bambu e Rong Qiqi", encontrado em uma tumba de dinastias Jin Oriental ou do Sul perto de Nanjing, que retrata Shan Tao (esquerda) e Wang Rong (direita)

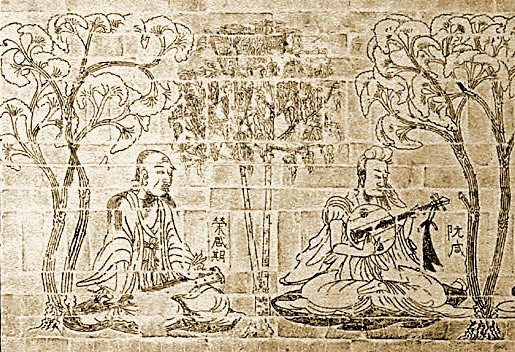
Detalhes do relevo de tijolo moldado "Sete Sábios do Bosque de Bambu e Rong Qiqi", encontrado em uma tumba de dinastias Jin Oriental ou do Sul perto de Nanjing, que retrata Rong Qiqi (esquerda) e Ruan Xian (direita)

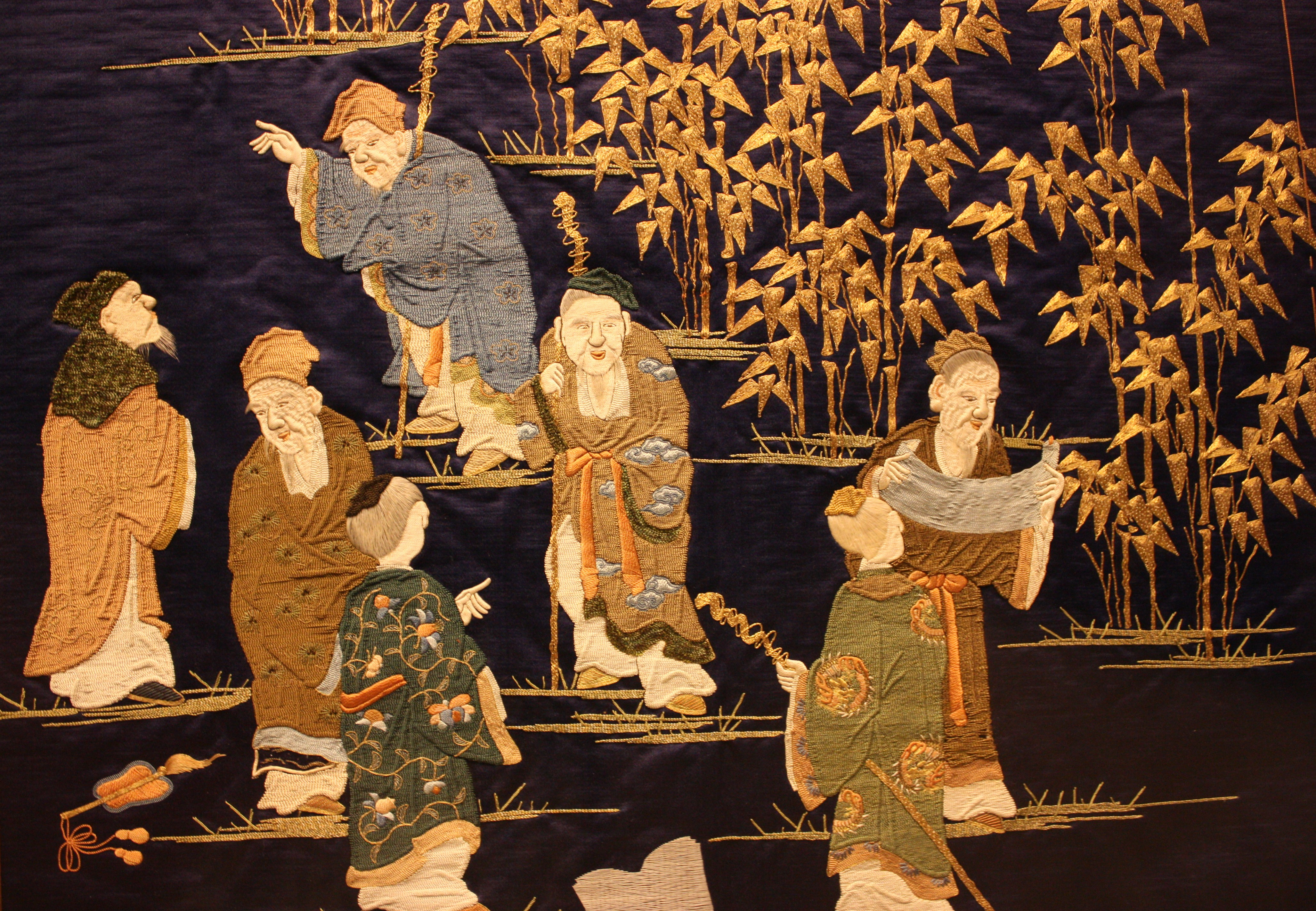
Os Sete Sábios do Bosque de Bambu bordados em tecido de seda azul escuro, 1860-1880

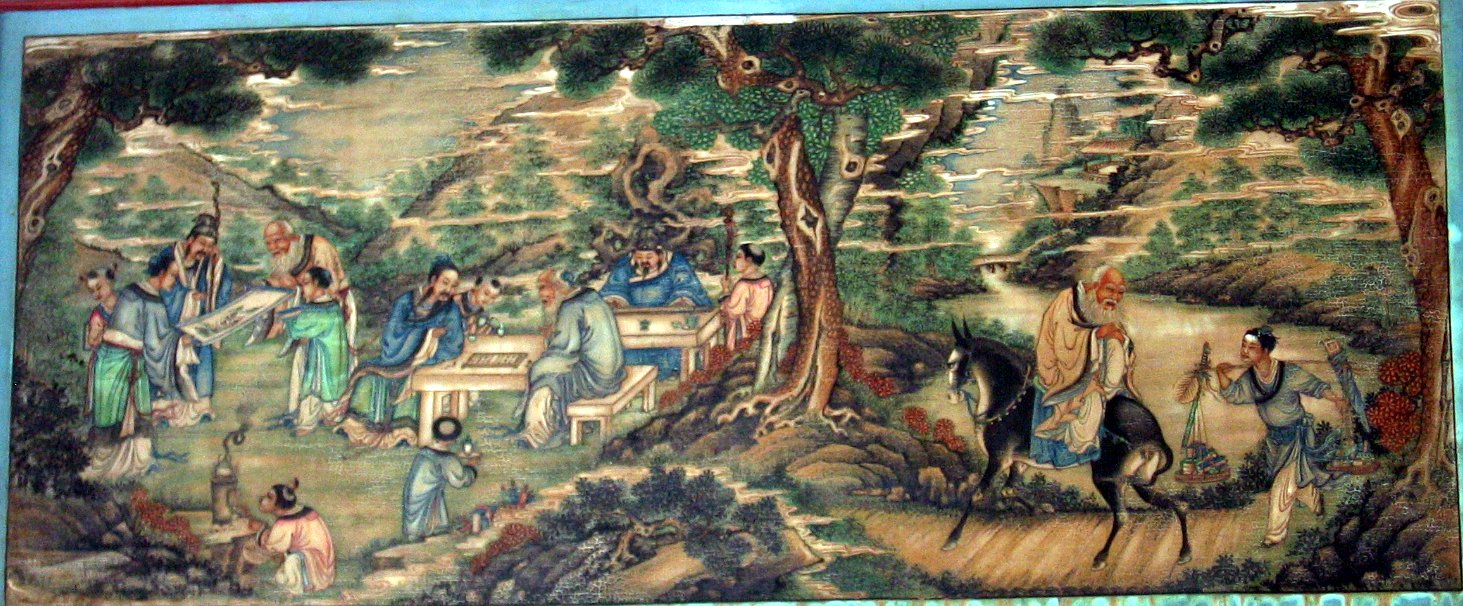
"Os Sete Santos no Bosque de Bambu" pintado dentro do Corredor Longo no terreno do Palácio de Verão em Pequim, China

Os Sete Sábios do Bosque de Bambu (com um menino atendente), em uma pintura japonesa da escola Kano do período Edo